# Gondolin
Gondolin (del quenya Ondolindë, ‘canción de piedra’, o del sindarin Gond-dolen, ‘roca escondida’) es una ciudad ficticia que aparece en las obras de J. R. R. Tolkien ambientadas en la Tierra Media. Fue una ciudad secreta de los noldor de la Primera Edad fundada por Turgon, el segundo hijo de Fingolfin, en las montañas Circundantes, al norte de Beleriand. Se calcula que llegó a tener una población de cuarenta mil habitantes, deducida de la hueste de diez mil elfos enviados a la Nírnaeth Arnoediad.
Las siete puertas de Gondolin eran de madera, piedra, bronce, hierro forjado, plata, oro, y la Gran Puerta de Acero. Cada una tenía su propia guardia y capitán.

## Historia
Gondolin era la ciudad noldorin más hermosa y famosa de Beleriand. Turgon la construyó en secreto con la ayuda del vala Ulmo, que bendijo y dio protección a la ciudad. Se decía que Gondolin era una ciudad tan bella que se asemejaba a Tirion, la ciudad de los noldor de Aman, en la cual Turgon se inspiró.
Levantada en piedra blanca permaneció oculta y segura durante siglos, prosperó y vivió ajena a los asuntos del mundo exterior mientras Morgoth era incapaz de encontrarla. Turgon, rey y fundador de Gondolin, marchó a la Nírnaeth Arnoediad con diez mil guerreros élficos, portadores de extraordinarias armas y armaduras («porque la espada y los pertrechos del más insignificante guerrero de Turgon valían más que el rescate de cualquier rey de los hombres»), desde esta ciudad. Con la ayuda de Huor y Húrin, Turgon pudo retirarse del campo de batalla en dirección a Gondolin sin ser visto y gracias a esto la ciudad siguió oculta y en secreto.
En el año 511 Gondolin fue arrasada por una horda de orcos, balrogs, lobos y dragones, por la traición de Maeglin, que reveló el emplazamiento de Gondolin a Morgoth, después de haber caído en las palabras llenas de malicia de Morgoth y también por el deseo enfermo hacia su prima Idril. Gondolin fue el último de los reinos de Beleriand en sufrir el Hado de los Noldor.
En esta ciudad se crearon artefactos que ocupan un lugar en la posterior historia de El Señor de los Anillos, en la Tercera Edad del Sol, tales como Glamdring, la espada de Turgon, más tarde blandida por Gandalf; Orcrist, la espada de Ecthelion, Señor de las Fuentes (los otros portadores posibles son Penlodh o Glorfindel), más tarde blandida por Thorin Escudo de Roble; Dardo, una daga blandida por Bilbo Bolsón y luego por su sobrino Frodo, y finalmente, la Elessar, la «Piedra de Elfo» que fue dada a Aragorn en Lothlórien en 3018 de la Tercera Edad. 
Cabe decir, finalmente, que Ulmo, cuando la hora del destino de Gondolin se acercaba, envió a un hombre mortal, Tuor hijo de Huor, para avisar a Turgon que el momento de la salida del pueblo de Gondolin llegaba, pero Turgon amaba demasiado la obra de sus manos, y desoyó el consejo del vala, sellando así la Maldición de Mandos sobre su ciudad. Dando lugar a la caída de Gondolin

## Las casas de Gondolin
Gondolin estaba dividida en doce «casas», cada una de ellas tenía sus propios líderes. En el momento de la caída de Gondolin, eran estas:
| Nombre                                                | Líder          | Emblema | Emblema | Información |
| ----------------------------------------------------- | -------------- | ------- | --- | --- |
| Bar-en-Alphram, «Casa del ala de cisne», o Ala blanca | Tuor           |         | Un ala de cisne sobre fondo azul. | Esta era la escolta de Tuor y la casa más pequeña donde se apiñaban los más valientes. |
| Casa del topo                                         | Maeglin        |         | Lucían cascos redondos de acero con piel de topo y hachas de doble filo. Sus escudos y armaduras eran negros y sin emblema o blasón, como las armas de Morgoth. | Esta casa fue compuesta por mineros leales a Maeglin. |
| Bar-en-Duilin, «Casa de la golondrina»                | Duilin         |         | Una punta de flecha. Además, lucían un abanico de plumas en los yelmos; y llevaban arreos blancos, azul oscuro, púrpura y negro.                                | Esta casa tenía los mejores arqueros de Gondolin. |
| Casa del arco celestial                               | Egalmoth       |         | | Estos eran gente de gran riqueza; ellos componían la otra mitad de los arqueros de Gondolin |
| Casa del Pilar                                        | Penlodh        |         | | No se dice mucho del linaje del Pilar. Su comandante era Penlodh, el más Alto, abatido durante la Caída de Gondolin. |
| Casa de la Torre de Nieve                             | Penlodh        |         | | Tampoco se dice mucho del linaje de la Torre de Nieve. Penlodh, el más Alto, abatido durante la Caída de Gondolin, compartía su comandancia con la de la Casa del Pilar. |
| Bar-en-Galadh, «Casa del Árbol»                       | Galdor         |         | Un árbol sobre fondo verde. | Esta casa empuñaba porras tachonadas de hierros y hondas. |
| Bar-en-Lothglor, «Casa de la Flor Dorada»             | Glorfindel     |         | Una flor de oro sobre un campo verde. | Esta casa estaba dirigida por Glorfindel, que murió luchando contra un balrog al escapar de la ciudad con mucha de la gente de Gondolin, entre los que se encontraban Tuor e Idril, y su hijo Eärendil. Sin embargo, gracias a sus valerosos actos en defensa de los suyos, los valar le permitieron regresar de las Estancias de Mandos con su cuerpo original, y volver a la Tierra Media. Es el único de los capitanes de las Casas de Gondolin que queda vivo en la Tierra Media en la Tercera Edad del Sol. |
| Bar-en-Eithel, «Casa de la Fuente»                    | Ecthelion      |         | Diamantes sobre plata, elementos preciosos que les fascinaban.                                                                                                  | También los guerreros de esta casa defendieron la séptima puerta de Gondolin, y marchaban a la batalla acompañados por la música de flautas. |
| Casa del Arpa                                         | Salgant        |         | Un arpa de plata sobre un fondo negro. | Estos eran una hueste de valerosos guerreros Sin embargo, su líder era un cobarde, adulador de Maeglin. |
| Bar-en-Damba, «Casa del Martillo Iracundo»            | Rôg o Enerdhil |         | Un yunque con un martillo negros sobre fondo rojo. | Esta era la casa más grande y más valiente. Estaba compuesta por aquellos herreros y artesanos que no eran fieles a Maeglin y escaparon de ser esclavos de Morgoth. Todos fallecieron durante la caída de Gondolin. |
| Bar-en-Aran, «Casa del Rey»                           | Turgon, el rey |         | La Luna, y el Sol, y el corazón escarlata de Finwë Nölome. | Era la casa más importante de Gondolin estaba compuesta por la familia real y su escolta. |